# Yrjö Lehtilä
Yrjö Lehtilä (Yrjö Ilmari Lehtilä; * 19. November 1916 in Turku; † 27. März 2000) war ein finnischer Kugelstoßer.
Bei den Leichtathletik-Europameisterschaften 1946 in Oslo gewann er Bronze, und bei den Olympischen Spielen 1948 in London wurde er Sechster.
Viermal wurde er Finnischer Meister (1943, 1944, 1945, 1947). Seine persönliche Bestleistung von 15,85 m stellte er am 28. Juni 1944 in Turku auf.